# Kornej Wasiljew

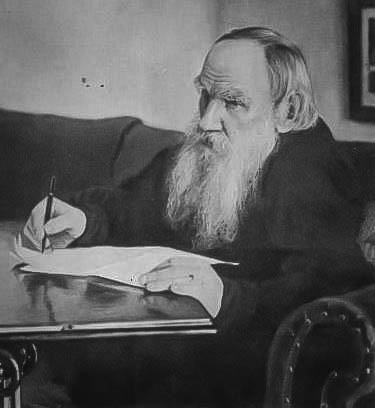
Lew Tolstoi

Kornej Wasiljew (russisch Корней Васильев Kornei Wassiljew) ist eine Erzählung von Lew Tolstoi, deren Niederschrift der Autor im Februar 1905 begann und die 1906 nach dreizehn Überarbeitungen in seinem Lesezirkel erschien. Tolstoi hatte den Stoff von Wassili Schtschegoljonok. 1983 kam der Text im Bd. 14 der 22-bändigen Tolstoi-Ausgabe in Moskau heraus.

## Inhalt
Als Mittdreißiger hatte Kornej Wasiljew den Militärdienst quittiert und ist nun als 54-jähriger kraftstrotzender Mann im Viehhandel erfolgreich. Gewöhnlich treibt er eine Herde von Tscherkasy gen Moskau. Nach dem letzten Handel hat er um die dreitausend Rubel in der Tasche. Mit dem Geld will er ins Holzgeschäft einsteigen. Nahe bei seinem Dorf Gaji wird ein Wald zum Kauf angeboten. Bei der Gelegenheit möchte Kornej daheim nach dem Rechten sehen. Auf der Kutschfahrt von der Bahnstation nach Gaji plaudert der Kutscher aus, Kornejs junge Frau Marfa gebe sich mit ihrem Knecht Jewstignej Belyj ab. Kornej weiß Bescheid. Marfas früherer Liebhaber Jewstignej stammt aus Kamenka, dem Heimatdorf seiner Frau.
Nachdem Kornej aus Moskau mitgebrachte Geschenke verteilt hat – seinem Sohn Fedka ein Bilderbuch, seiner Mutter ein Wolltuch und seiner Frau Kleiderstoff – stellt er Letztere zur Rede. Marfa gibt zu, die kleine Tochter Agafja ist nicht von ihm. Kornej verprügelt Marfa – bricht ihr zwei Rippen und schleudert die kleine Agafja durch den Schlafraum. Er hat dem Kind den Arm gebrochen und macht sich davon. Zum Waldkauf kommt Kornej zu spät. Beim anschließenden Viehhandel macht er Verluste, besitzt letzten Endes nur noch ein paar Rubel und verdingt sich als Viehtreiber. Es geht mit ihm stetig bergab. 17 Jahre nach seiner Untat zuhause im Schlafraum – Kornej ist also inzwischen 71 Jahre alt – kehrt er als zerlumpter Bettler heim, weil er sterben will.
Auf einmal verspürt Kornej den alten starken Abscheu gegen seine Frau Marfa, die doch die Ehe gebrochen hatte, nicht mehr. Marfa, die ihren Ehemann erkennt, weist dem verhassten Grobian die Tür. Agafja, die in dem vier Werst von Gaji entfernten Dorf Andrejewka in eine reiche Familie eingeheiratet hat, beherbergt ihren Vater.
Marfa geht in sich und will Kornej doch wieder aufnehmen. Mit ihm will sie ihre und seine Sünde büßen. Zu spät – Kornej ist im Hause Agafjas gestorben. Kurz vor seinem Tode hatte er die einstmals misshandelte Tochter um Vergebung gebeten. Agafja hatte erwidert: „Gott wird dir vergeben.“

## Deutschsprachige Ausgaben
- Kornej Wasiljew. Deutsch von Arthur Luther. S. 98–119 in: Gisela Drohla (Hrsg.): Leo N. Tolstoj. Sämtliche Erzählungen. Achter Band. Insel, Frankfurt am Main 1961 (2. Aufl. der Ausgabe in acht Bänden 1982, verwendete Ausgabe)

## Anmerkung
1. ↑  Der Bylinensänger Wassili Petrowitsch Schtschegoljonok (ru:Щеголёнок, Василий Петрович (1817–1894)), ein Analphabet mit phänomenalem Gedächtnis, hatte Tolstoi 1879 in Jasnaja Poljana Märchen und Legenden vorgetragen, von denen der Gastgeber mehr als zwanzig notiert habe. Später habe der Autor dann daraus etliche Erzählungen gemacht – zum Beispiel 1881 Wovon die Menschen leben, 1885 Die Wallfahrer und Die drei Greise, 1905 Kornej Wasiljew und Das Gebet (russ. Молитва, Molitwa) sowie 1907 Der Alte in der Kirche (russ. Старик в церкви, Starik w zerkwi).